# Georg Werthner
Georg Werthner (né le 7 avril 1956 à Linz) est un athlète autrichien spécialiste du décathlon. Il est le premier athlète à terminer 4 décathlons olympique en 1988, 18 secondes devant Daley Thompson.

## Biographie

### Palmarès
| Date | Compétition                   | Lieu        | Résultat | Performance |
| ---- | ----------------------------- | ----------- | -------- | ----------- |
| 1975 | Championnats d'Europe juniors | Athènes     | 2e       | 7 468 pts   |
| 1975 | Universiade d'été             | Rome        | 5e       |             |
| 1976 | Jeux olympiques d'été         | Montréal    | 16e      | 7 493 pts   |
| 1979 | Universiade d'été             | Mexico      | 6e       |             |
| 1980 | Jeux olympiques d'été         | Moscou      | 4e       | 8 050 pts   |
| 1981 | Universiade d'été             | Bucarest    | 3e       | 7 825 pts   |
| 1982 | Championnats d'Europe         | Athènes     | 5e       | 8 171 pts   |
| 1983 | Universiade d'été             | Edmonton    | 3e       | 7 905 pts   |
| 1984 | Jeux olympiques d'été         | Los Angeles | 9e       | 8 012 pts   |
| 1988 | Jeux olympiques d'été         | Séoul       | 21e      | 7 753 pts   |

### Records
| Épreuve   | Performance | Lieu | Date |
| --------- | ----------- | ---- | ---- |
| Décathlon | 8 224 pts   |      | 1982 |